# Charles Robert Bree
Charles Robert Bree (Ambleside, 11 februari 1811 – 17 oktober 1886) was een Engelse medicus, natuuronderzoeker en dierkundige (vooral vogelkundige). Hij werd bekend als tegenstander van de evolutietheorie van Alfred Russel Wallace en Charles Darwin.

## Biografie

### Geneeskundige en natuuronderzoeker
Bree werd geboren in Ambleside en studeerde geneeskunde in York en Londen. Hij had een medische praktijk in Bildeston en Stowmarket. Hij trouwde in 1845 met Frances Elizabeth Henniker. Bree promoveerde in de geneeskunde in 1858 aan de Universiteit van Edinburgh op een proefschrift over de behandeling van koorts (On the types and treatment of continued fever). Daarna kreeg hij in 1859 een aanstelling als ziekenhuisarts aan het Essex and Colchester Hospital; hij werkte daar 22 jaar. In politiek opzicht dacht hij als een liberaal democraat.
Bree was bovendien natuuronderzoeker, schreef boeken over dieren en was redacteur van het tijdschrift Naturalist. Hij was lid (Fellow) van de Zoological Society of London. Hij schreef onder andere een publicatie in vijf delen over Europese vogelsoorten waarin hij de Heuglins meeuw als geldige nieuwe soort beschreef.

### Tegenstander van de evolutietheorie
Rond 1860 schreef hij een document waarin hij de onveranderlijkheid van de biologische soorten verdedigde. Bree verwierp de evolutietheorie van Alfred Russel Wallace en Charles Darwin en pleitte voor intelligent design, dus eigenlijk voor creationisme. In 1872 publiceerde hij een boek met de titel Uiteenzetting van de drogredenen in de hypothese van de heer Darwin. Hierop werd in belangrijke wetenschappelijke tijdschriften zoals Nature en The Lancet uitgebreid en kritisch gereageerd. Alfred Russel Wallace schreef een vernietigende recensie in Nature, waarin hij wees op diverse fouten, misinterpretaties en misvattingen. In een brief aan Wallace steunde Charles Darwin deze recensie en beschreef hij Brees boek als een verzameling onnauwkeurigheden en rommel (mass of inaccuracies & rubbish). In zijn kritiek volgde Bree de heersende ideeën over de onveranderlijkheid van soorten die toen ook werden aangehangen door bekende onderzoekers zoals Richard Owen en Georges Cuvier. Darwin vermeldde in zijn autobiografie dat hij aanvankelijk de kritische reviews (krantenberichten uitgezonderd) telde, maar bij 265 was opgehouden te tellen.

### Zijn nalatenschap
Volgens de 20-eeuwse historicus James Moore was Bree een gelovig christen die argumenteerde dat het bewijs voor de evolutietheorie nooit kon worden verkregen. Hij geloofde echter niet dat de geschriften bedoeld waren als gezaghebbend in de natuurwetenschap. Hij formuleerde zijn bezwaren tegen de evolutie als zijnde speculaties zonder bewijs. Moore wees ook op de stevige kritiek van zowel Darwin als Wallace en beschreef Bree als meer filosofisch dan religieus ingestelde criticus van de evolutietheorie (one of Darwin's more philosophically-minded critics in Britain).
- Bibliothèque nationale de France: cb14431076h (data)
- Gemeinsame Normdatei: 117630276
- International Standard Name Identifier: 0000 0000 8128 1908
- Library of Congress Control Number: n85814230
- Nationale bibliotheek van Australië: 35773990
- Nationale Bibliotheek van Israël: 987007452786905171
- Nederlandse Thesaurus van Auteursnamen: 131399527
- Système universitaire de documentation: 085861138
- Trove: 1081084
- Virtual International Authority File: 49441228
- WorldCat: E39PBJy8pt9DjCKmhGhxBxQH4q